# Andrena hebescens
Andrena hebescens (лат.) — вид пчёл рода Andrena из семейства Andrenidae. Африка: Марокко. Название hebescens было выбрано потому, что этот представитель рода подродаCarandrena, хотя морфологически и похож на несколько видов с металлически-зеленой окраской, полностью тёмный, поэтому выбрано сочетание heb- (тусклый или тупой) + escens (становящийся).

## Описание
Длина около 1 см. A. hebescens можно отнести к подроду Carandrena, поскольку дорсолатеральный угол переднеспинки имеет поперечный гребень, проподеальный треугольник шагренирован и слабо шершав в основании, на метасоме почти нет пунктировки, а голова имеет типичную для Carandrena форму, шире, чем длина, с внутренними краями глаз, слегка сходящимися внизу. Он наиболее похож на A. euzona Pérez, 1895 и A. microthorax Pérez, 1895, учитывая его тёмный, неметаллический внешний вид (A. aerinifrons Dours, 1873, A. bellidis Pérez, 1895, A. daphanea Warncke, 1974, A. deserta Warncke, 1974, A. nigroviridiula Dours, 1873 и A. reperta Warncke, 1974 с металлическим зелёным или синим внутренним покровом, A. binominata Smith, 1853, A. eremobia Guiglia, 1933 и A. leucophaea Lepeletier, 1841 с частично красной метасомой), тупой куполообразный наличник и белые волоски на тергитах (A. eddaensis Gusenleitner, 1998 и A. decaocta Warncke, 1967 с войлокообразными волосками на дисках тергитов). Однако скутум шагренирован и слабо блестящий, тогда как у A. euzona он интенсивно гладкий и блестящий, а волосяные полосы более узкие, тогда как у A. euzona они шире. Наличник также равномерно пунктирован и шагренирован, слабо блестит с едва заметной пунктированной срединной линией, тогда как у A. microthorax он блестящий и сильно пунктирован с заметной пунктированной срединной линией, особенно на переднем крае наличника, где она образует широкий пунктированный треугольник.